# حورا یاوری
حورا یاوری نویسنده، منتقد ادبی و مترجم ایرانی است. وی مسؤول بخش ادبیات دانشنامه ایرانیکا، مستقر در دانشگاه کلمبیا و مشاور احسان یارشاطر در هیئت ویراستاری این دانشنامه است.
آثار یاوری عمدتاً بر حول محور ادبیات و روانکاوی می‌گردد.

## زندگی
حورا یاوری در اراک به‌دنیا آمد. او لیسانس زبان و ادبیات انگلیسی و فوق لیسانس روان‌شناسی را از دانشگاه تهران دریافت کرد. به دنبال فراگیری دانش در ایالات متحده، او مدرک M.ED از کالج آموزشی بانک استریت را همزمان با مطالعات ادبی و ادبیات نقدگرایانه (به‌ویژه در زمینهٔ کاربردی ادبیات داستانی مدرن فارسی) دریافت کرد. او مقالات و کتاب‌هایی عمدتاً در زمینهٔ ادبیات و روان‌شناسی نگاشت. او مقالهٔ «داستان مدرن: پیشینه و تحول» را در دانشنامهٔ ایرانیکا نگاشته است.

## آثار

### مقالات
- حجاب و کلام. فصلنامه ایرانشناسی. ۶ (تهران)، ش. ۱ (بهار ۱۳۷۳)
- «خانلری از نگاهی دیگر؛ متن سخنرانی در شب دکتر پرویز ناتل خانلری»، بخارا، بهمن ـ اسفند ۱۳۹۲، سال پانزدهم، شماره ۹۸، صص۱۶۸–۱۷۱
- «سیمین دانشور در کشاکش دیروز و امروز (سفری دراز از ستایش به سنجش)»، بخارا، فروردین ـ اردیبهشت ۱۳۹۲، شماره ۹۲، صص۱۲۰–۱۲۹
- «تأملی در «غرب‌زدگی» و پیوند آن با خودزندگی‌نامه‌های جلال آل‌احمد»، مجلهٔ گفتگو، زمستان ۱۳۷۹، شماره ۳۰
- مقاله "POST-REVOLUTIONARY FICTION ABROAD" در دانشنامه ایرانیکا, جلد IX, Fasc. ۶، صفحات ۵۹۹–۶۰۲[۶]
- مقاله"THE POST-REVOLUTIONARY SHORT STORY. The post-revolutionary" در دانشنامه ایرانیکا, جلد IX, Fasc. ۶، صفحات ۵۹۷–۵۹۹
- "Ideal Kingship & Failed Monarchs: Speech-Act Theory and Medieval Persian Historiography" در مجله ایران‌شناسی، بهار ۲۰۰۱